# Air Peace
Air Peace é uma companhia aérea privada nigeriana fundada em 2013 com sede em Ikeja, Lagos, Nigéria. A Air Peace, que fornece serviços de passageiros e fretamento, atende as principais cidades da Nigéria e voa para vários destinos da África Ocidental e do Oriente Médio. A companhia aérea também estabeleceu uma subsidiária, Air Peace Hopper em 2018.

## História

### Fundação
A Air Peace foi fundada em 2013 pelo advogado e empresário nigeriano Allen Onyema. Onyema afirma que fundou a companhia aérea com a intenção de usá-la como um motor para fornecer oportunidades econômicas aos jovens nigerianos. A companhia aérea iniciou suas operações com os Dornier 328s e Boeing 737s. Em 2017, foi lançada a primeira rota internacional para Accra, em Gana. Em 2018, a Air Peace tinha a maior participação de mercado no mercado doméstico de aviação civil na Nigéria. A companhia aérea recebeu os Boeing 777s em 2018, e iniciou voos para Sharjah em 2019. Os voos para Joanesburgo começaram em 2020.

### Voos de evacuação da África do Sul
Após um surto de violência xenófoba contra estrangeiros na África do Sul em setembro de 2019, a Air Peace ofereceu a evacuação gratuita de cidadãos nigerianos. Mais de 300 pessoas aproveitaram esta oferta da companhia aérea e viajaram a bordo de voos do Boeing 777 especialmente fretados de Joanesburgo a Lagos.

### Alegações de lavagem de dinheiro
Em 2019, o Departamento de Justiça dos Estados Unidos emitiu uma acusação contra o fundador e CEO da Air Peace, Allen Onyema, com base em lavagem de dinheiro e fraude bancária. Onyema foi acusado de falsificar documentos usados para a compra de aviões para a Air Peace e usá-los para financiar compras de carros de luxo e compras de alto padrão. Onyema nega essas acusações.

## Frota

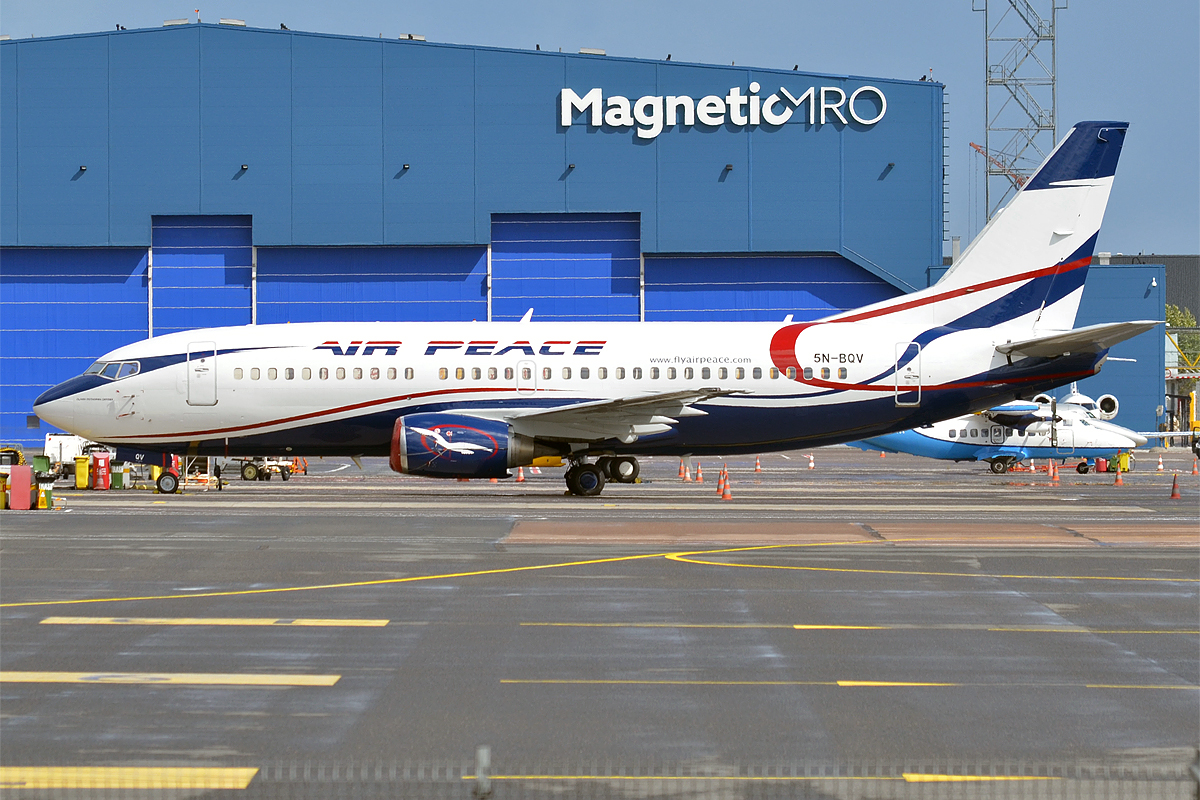
Um Boeing 737-300 da Air Peace no Aeroporto de Tallinn, na Estônia

Em abril de 2021, a frota da Air Peace consistia nas seguintes aeronaves:
| Aeronaves        | Em Serviço | Ordens | Passageiros | Notas |
| ---------------- | ---------- | ------ | ----------- | ----- |
| Boeing 737-300   | 8          | –      | 148         |       |
| Boeing 737-500   | 5          | –      | 128         |       |
| Boeing 737 MAX 8 | –          | 10     | TBA         |       |
| Boeing 777-200ER | 1          | –      | 274         |       |
| Boeing 777-300   | 2          | –      | 364         |       |
| Embraer ERJ-145  | 8          | –      | 50          |       |
| Embraer E195-E2  | 4          | 9      | 124         |       |
| Total            | 28         | 19     |             |       |